# Aeroporto Internazionale di Canberra
L'Aeroporto Internazionale di Canberra è l'unico aeroporto che serve la capitale dell'Australia, Canberra.